# آرکاواکاتا
آرکاواکاتا (به ایتالیایی: Arcavacata) یک منطقهٔ مسکونی در ایتالیا است که در رنده واقع شده است. آرکاواکاتا ۱٬۸۳۱ نفر جمعیت دارد و ۳۲۰ متر بالاتر از سطح دریا واقع شده است.